# Ningaui ridei
Ningaui ridei — вид родини сумчастих хижаків. Цей нічний вид зустрічається на більшій частині території посушливих районів Західної Австралії, Північної Території, Квінсленду, Південної Австралії. Населяє зарослі Triodia, малі-скреби (чагарникові, головним чином евкаліптові, зарості жорстколистої дерев'янистої рослинності напівпосушливих районів південної Австралії) і відкриті чагарники. Самиці частіш за все народжують один виводок за своє життя, у якому від п'яти до восьми малюків. Вага: 6.5—10.5 грама.

## Загрози та охорона
Здається, немає серйозних загроз для цього виду. Присутній у багатьох природоохоронних областях, включаючи Заповідник Ванджарі, Заповідник Пустелі Гібсона, Національний Парк Улуру, Національний Парк Пустелі Сімпсона. 